# TMK 2300
TMK 2300 или TMK 2200-K — хорватский 100%-низкопольный односторонний трёхсекционный трамвай, производимый консорциумом Crotram, является укороченной версией TMK 2200 — трамвай состоит из 3 секций вместо 5.
На данный момент единственным оператором является ZET — Zagrebački električni tramvaj (Электрические Трамваи Загреба), оператор городского транспорта Загреба.
На сайте производителя модель обозначается как TMK 2200-K, в то время как в Загребе используется обозначение TMK 2300.

## Технические характеристики
- Длина: 20,7 м
- Ширина: 2,3 м
- Высота: 3,4 м
- Высота пола: 350 мм
- Высота пола на входе: 300 мм
- Количество сидячих мест: 27+8 (8 откидных мест)
- Количество стоячих мест: 95/84 (4 пассажира/м2)
- Диаметр колеса (новое / изношенное): 660/605 мм
- Максимальная скорость: 70 км/ч

Имеются 4 двери, расположенные с одной стороны.

Салон оборудован системой кондиционирования воздуха, сидениями эргономичной формы.

Тележки расположены под 1 и 3 секциями.